# ميكوليفكا
ميكوليفكا هي مدينة من مدن أوكرانيا. يبلغ عدد سكانها 15,684 نسمة وذلك حسب إحصائيات سنة 2013.